# Campionato italiano di hockey su ghiaccio 2016-2017
Il Campionato italiano di hockey su ghiaccio 2016-2017 ha subito una rivoluzione: scomparsa la Serie A per fondersi con la INL (seconda divisione del campionato austriaco), in Italia sono rimaste solamente la Serie B e la Serie C. Per volere della Federazione comunque, il titolo di Campione d'Italia verrà assegnato alle squadre partecipanti al nuovo campionato sovranazionale, denominato Alps Hockey League, mentre la Coppa Italia da questa stagione sarà appannaggio delle squadre iscritte in cadetteria.

## Struttura
A seguito della nascita della nuova Lega transfrontaliera, i tornei furono organizzati quindi nei seguenti livelli:
| Livello | Denominazione campionato   | Partecipanti                              | Partecipanti                              |
| ------- | -------------------------- | ----------------------------------------- | ----------------------------------------- |
| 1º      | Serie A Alps Hockey League | 8 (più 7 squadre austriache ed 1 slovena) | 8 (più 7 squadre austriache ed 1 slovena) |
| 2º      | Serie B                    | 13                                        | 13                                        |
| 3º      | Serie C                    | 5 (Girone Ovest)                          | 4 (Girone Est)                            |

## Serie A (AHL)
A seguito della nascita della AHL, a contendersi lo scudetto si sfidarono quindi i team italiani iscritti al nuovo torneo, per la presidenza federale di fatto la Serie A non venne ufficialmente abolita. La Federazione decise di assegnare lo scudetto con una final four da disputare tra le prime 4 squadre italiane classificate al termine della regular season di AHL.
Le squadre partecipanti furono, come la precedente stagione, 8, ma si deve segnalare l'autoretrocessione del Valpellice (che si iscrive in Serie C per problemi finanziari) e l'iscrizione al campionato dell'Egna (che si era autoretrocesso l'anno prima in Serie B). Le 8 compagini si sfideranno al nuovo campionato sovranazionale comprendente anche 7 squadre austriache ed 1 slovena.
| Squadre iscritte alla Serie A nel campionato 2016-17 | Squadre iscritte alla Serie A nel campionato 2016-17 | Squadre iscritte alla Serie A nel campionato 2016-17 | Squadre iscritte alla Serie A nel campionato 2016-17 | Squadre iscritte alla Serie A nel campionato 2016-17 | Squadre iscritte alla Serie A nel campionato 2016-17 | Squadre iscritte alla Serie A nel campionato 2016-17 |
| Club                                                 | Regione                                              | Città                                                | Arena                                                | Capacità                                             | Presenze in Serie A                                  |                                                      |
| ---------------------------------------------------- | ---------------------------------------------------- | ---------------------------------------------------- | ---------------------------------------------------- | ---------------------------------------------------- | ---------------------------------------------------- | ---------------------------------------------------- |
| Asiago Hockey                                        | Veneto                                               | Asiago (VI)                                          | Hodegart                                             | 3.000                                                | 53                                                   |                                                      |
| SG Cortina                                           | Veneto                                               | Cortina d'Ampezzo (BL)                               | Stadio Olimpico del Ghiaccio                         | 2.700                                                | 69                                                   |                                                      |
| HC Neumarkt                                          | Trentino-Alto Adige                                  | Egna (BZ)                                            | WürthArena                                           | 1.200                                                | 3                                                    |                                                      |
| HC Pustertal                                         | Trentino-Alto Adige                                  | Brunico (BZ)                                         | Rienzstadion                                         | 2.050                                                | 43                                                   |                                                      |
| Ritten Sport Campione in carica                      | Trentino-Alto Adige                                  | Collalbo (BZ)                                        | Arena Ritten                                         | 1.200                                                | 21                                                   |                                                      |
| HC Fassa                                             | Trentino-Alto Adige                                  | Alba di Canazei (TN)                                 | Gianmario Scola                                      | 3.500                                                | 32                                                   |                                                      |
| WSV Sterzing Broncos                                 | Trentino-Alto Adige                                  | Vipiteno (BZ)                                        | Weihenstephan Arena                                  | 1.700                                                | 11                                                   |                                                      |
| HC Gherdëina                                         | Trentino-Alto Adige                                  | Selva di Val Gardena (BZ)                            | Pranives                                             | 2.000                                                | 50                                                   |                                                      |

## Serie B
Le squadre iscritte in questa stagione calarono di 3 unità rispetto al campionato precedente: dopo la decisione dell'Egna di iscriversi in Serie A, il Val Pusteria decise di ritirare dal torneo la sua squadra U20 e il Val Venosta optò per l'iscrizione in Serie C.
| Squadre iscritte alla Serie B nel campionato 2016-17 | Squadre iscritte alla Serie B nel campionato 2016-17 | Squadre iscritte alla Serie B nel campionato 2016-17 | Squadre iscritte alla Serie B nel campionato 2016-17 | Squadre iscritte alla Serie B nel campionato 2016-17 | Squadre iscritte alla Serie B nel campionato 2016-17 |
| Club                                                 | Regione                                              | Città                                                | Arena                                                | Capacità                                             |                                                      |
| ---------------------------------------------------- | ---------------------------------------------------- | ---------------------------------------------------- | ---------------------------------------------------- | ---------------------------------------------------- | ---------------------------------------------------- |
| Alleghe Hockey                                       | Veneto                                               | Alleghe (BL)                                         | Stadio Alvise De Toni                                | 2.500                                                |                                                      |
| Feltreghiaccio                                       | Veneto                                               | Feltre (BL)                                          | Palaghiaccio Feltre                                  | 6.000                                                |                                                      |
| HC Chiavenna                                         | Lombardia                                            | Chiavenna (SO)                                       | Palaghiaccio di Chiavenna                            | 450                                                  |                                                      |
| Hockey Como                                          | Lombardia                                            | Como                                                 | Palaghiaccio Casate                                  | 2.500                                                |                                                      |
| HC Varese                                            | Lombardia                                            | Varese                                               | PalAlbani                                            | 1.200                                                |                                                      |
| Milano Rossoblu                                      | Lombardia                                            | Milano                                               | Stadio del ghiaccio Agorà                            | 4.000                                                |                                                      |
| SC Auer                                              | Trentino-Alto Adige                                  | Ora (BZ)                                             | Eisplatz Schwarzenbach                               | 500                                                  |                                                      |
| Hockey Pergine                                       | Trentino-Alto Adige                                  | Pergine Valsugana (TN)                               | Stadio del ghiaccio di Pergine                       | 2.500                                                |                                                      |
| HC Merano J Campione in carica                       | Trentino-Alto Adige                                  | Merano (BZ)                                          | MeranArena                                           | 3.000                                                |                                                      |
| HC Eppan                                             | Trentino-Alto Adige                                  | Appiano sulla Strada del Vino (BZ)                   | Stadio del ghiaccio di Appiano                       | 1.500                                                |                                                      |
| SV Kaltern                                           | Trentino-Alto Adige                                  | Caldaro sulla strada del vino (BZ)                   | Palaghiaccio Caldaro                                 | 1.500                                                |                                                      |
| HC Fiemme                                            | Trentino-Alto Adige                                  | Cavalese (TN)                                        | Palazzetto del Ghiaccio di Cavalese                  | 2.300                                                |                                                      |
| Ritten Sport Junior                                  | Trentino-Alto Adige                                  | Collalbo (BZ)                                        | Arena Ritten                                         | 1.200                                                |                                                      |

## Coppa Italia
La Coppa Italia 2016-17 ha mantenuto la formula simile a quella decretata per le stagioni precedenti, ossia una Final Four da giocare in un'unica sede dopo la qualificazione disputata tra diverse squadre.
A seguito della nascita della AHL tuttavia, per volere della FISG hanno avuto diritto di partecipare solamente le squadre iscritte al campionato di Serie B.
Final Four:
|  | Semifinali | Semifinali      | Semifinali | Semifinali | Semifinali |  |  | Finale          | Finale          | Finale |  |
|  |            |                 |            |            |            |  |  |                 |                 |        |  |
|  | 1B         | Milano Rossoblu | 6          | 0          | 6          |  |  |                 |                 |        |  |
|  | 1A         | Eppan-Appiano   | 0          | 1          | 1          |  |  | Milano Rossoblu | Milano Rossoblu | 4      |  |
|  | 2C         | Fiemme          | 3          | 2          | 5          |  |  | Fiemme          | Fiemme          | 3      |  |
|  | 1C         | Pergine         | 3          | 1          | 4          |  |  |                 |                 |        |  |

†: partita terminata ai tempi supplementari
‡: partita terminata ai tiri di rigore

## Supercoppa italiana
Per la Supercoppa italiana la Federazione decise a sorpresa di non far disputare la gara di supercoppa ai detentori della Coppa Italia (i piemontesi del Valpellice) a causa dell'iscrizione di quest'ultimi al torneo di Serie C: la contendente verrà perciò scelta nel Val Pusteria (che poi si aggiudicherà il trofeo), finalista sia di coppa Italia che della finale scudetto la stagione precedente.
| Collalbo 11 settembre 2016, ore 18:00 | Ritten Sport | 1 – 3 (0-1; 0-0; 1-2) referto                                                                   | HC Pustertal | Arena Ritten (800 spett.) |
| \| \| \| \| \| R. Hofer (O. Ahlstrom/S. Kostner) 46:37 \| Marcatori \| 14:40 C. Pritz (M. Oberrauch/P. Bona) 45:11 M. Oberrauch (rigore) 59:27 S. Wiebe (M. Oberrauch) \| |              |                                                                                                 |              |                           |
| |              |                                                                                                 |              |                           |
| R. Hofer (O. Ahlstrom/S. Kostner) 46:37 | Marcatori    | 14:40 C. Pritz (M. Oberrauch/P. Bona) 45:11 M. Oberrauch (rigore) 59:27 S. Wiebe (M. Oberrauch) |              |                           |

 Il Val Pusteria ha vinto la sua terza Supercoppa italiana, battendo il Renon col risultato di 3-1.

## Serie C
Le squadre iscritte alla serie C furono 9; una decima, l'HC Mezzaluna Mentana, aveva fatto richiesta, ma difficoltà logistiche hanno fatto sì che la squadra venisse esclusa.
Nella prima fase della regular season le squadre, divise in due gironi territoriali, Ovest ed Est, si sono scontrate per un totale di 12 incontri per ciascun team. Nella seconda fase, denominata master round, tutte le squadre hanno incontrato sia le squadre del proprio girone che quelle dell'altro, in un girone di sola andata. I punteggi del master round si sono aggiunti a quelli della prima fase per determinare la classifica finale dei due gironi.
| Ovest | Aosta Gladiators        | Valle d'Aosta       | Aosta (AO)                |
| Ovest | Real Torino             | Piemonte            | Torino (TO)               |
| Ovest | Pinerolo                | Piemonte            | Pinerolo (TO)             |
| Ovest | Valpellice              | Piemonte            | Torre Pellice (TO)        |
| Ovest | Diavoli Rossoneri Sesto | Lombardia           | Sesto San Giovanni (MI)   |
| Est   | Hockey Pieve            | Veneto              | Pieve di Cadore (BL)      |
| Est   | WSV Sterzing Vipiteno C | Trentino-Alto Adige | Vipiteno (BZ)             |
| Est   | Gherdëina C             | Trentino-Alto Adige | Selva di Val Gardena (BZ) |
| Est   | HC Val Venosta          | Trentino-Alto Adige | Laces (BZ)                |